# Cytinaceae
Cytinaceae är en familj av tvåhjärtbladiga växter. Cytinaceae ingår i ordningen Malvales, klassen tvåhjärtbladiga blomväxter, fylumet kärlväxter och riket växter. Enligt Catalogue of Life omfattar familjen Cytinaceae 10 arter. 
Kladogram enligt Catalogue of Life:
| Cytinaceae | \| \| Bdallophyton \| \| \| \| \| \| Cytinus \| \| \| \| |
|            | \| \| Bdallophyton \| \| \| \| \| \| Cytinus \| \| \| \| |
|            | Bixaceae                                                 |
|            |                                                          |
|            | solvändeväxter                                           |
|            |                                                          |
|            | Cochlospermaceae                                         |
|            |                                                          |
|            | Diegodendraceae                                          |
|            |                                                          |
|            | Dipterocarpaceae                                         |
|            |                                                          |
|            | malvaväxter                                              |
|            |                                                          |
|            | Muntingiaceae                                            |
|            |                                                          |
|            | Neuradaceae                                              |
|            |                                                          |
|            | Sarcolaenaceae                                           |
|            |                                                          |
|            | tibastväxter                                             |
|            |                                                          |
|            | Bdallophyton                                             |
|            |                                                          |
|            | Cytinus                                                  |
|            |                                                          |

|  | Bdallophyton |
|  |              |
|  | Cytinus      |
|  |              |

## Bildgalleri

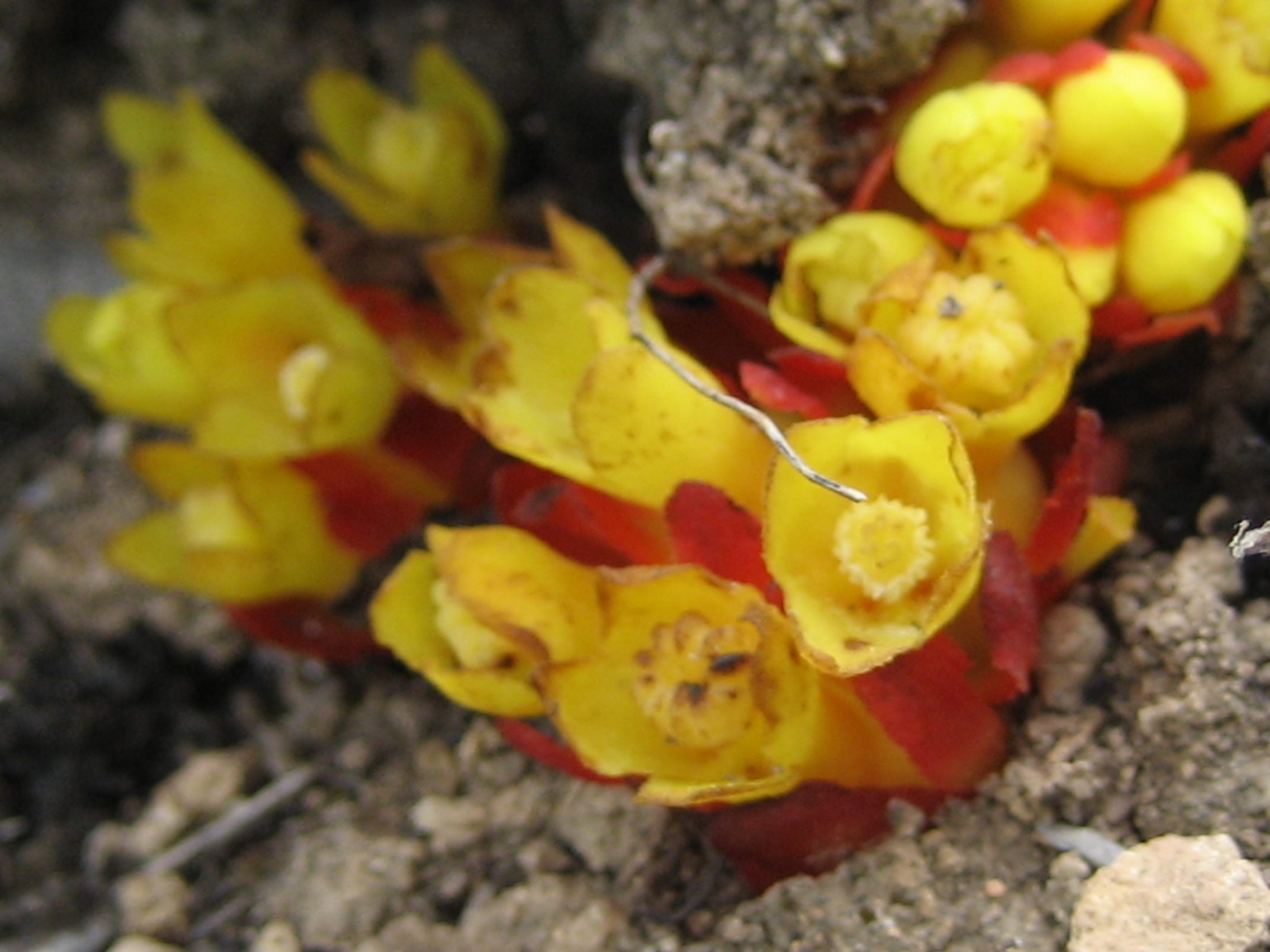
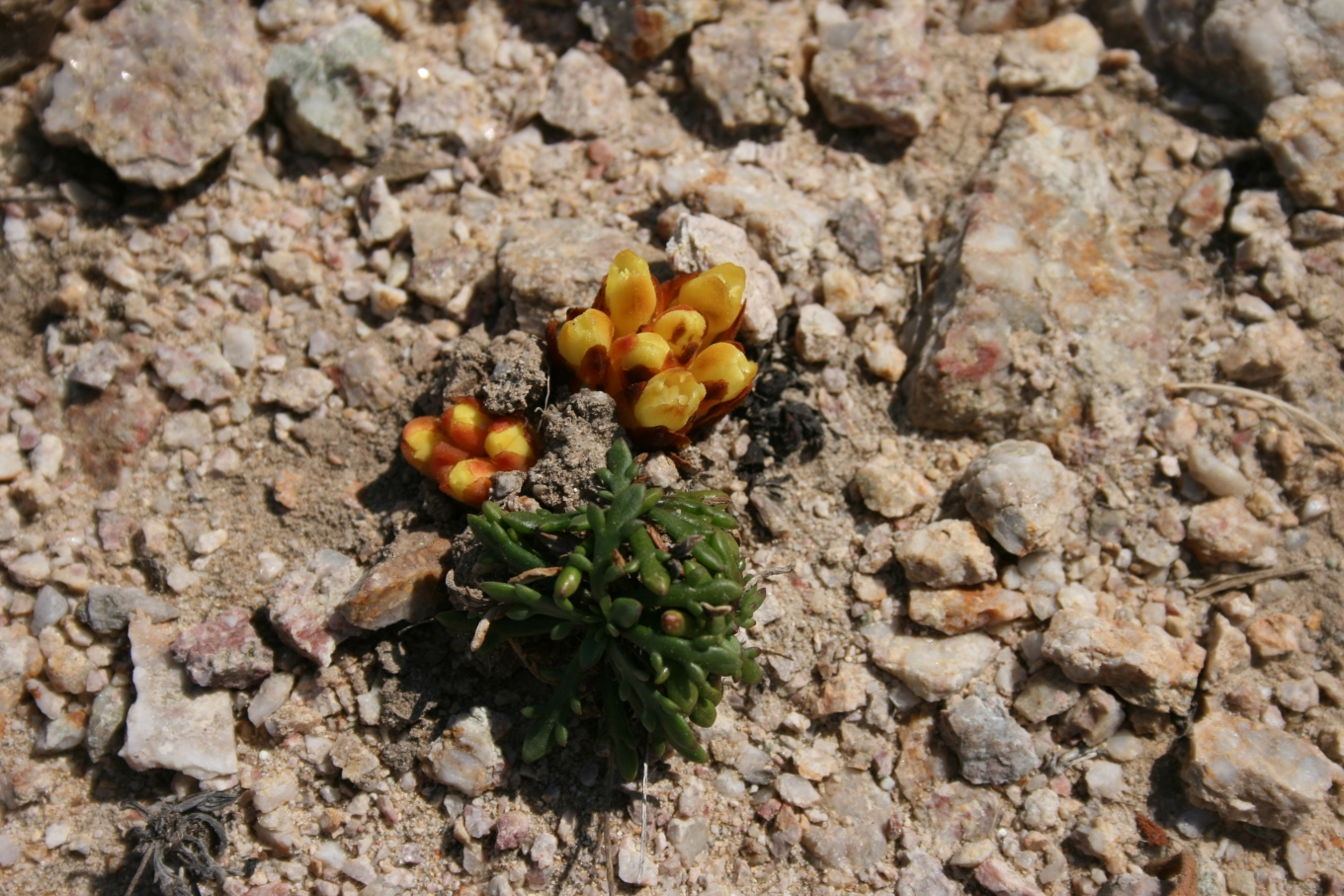
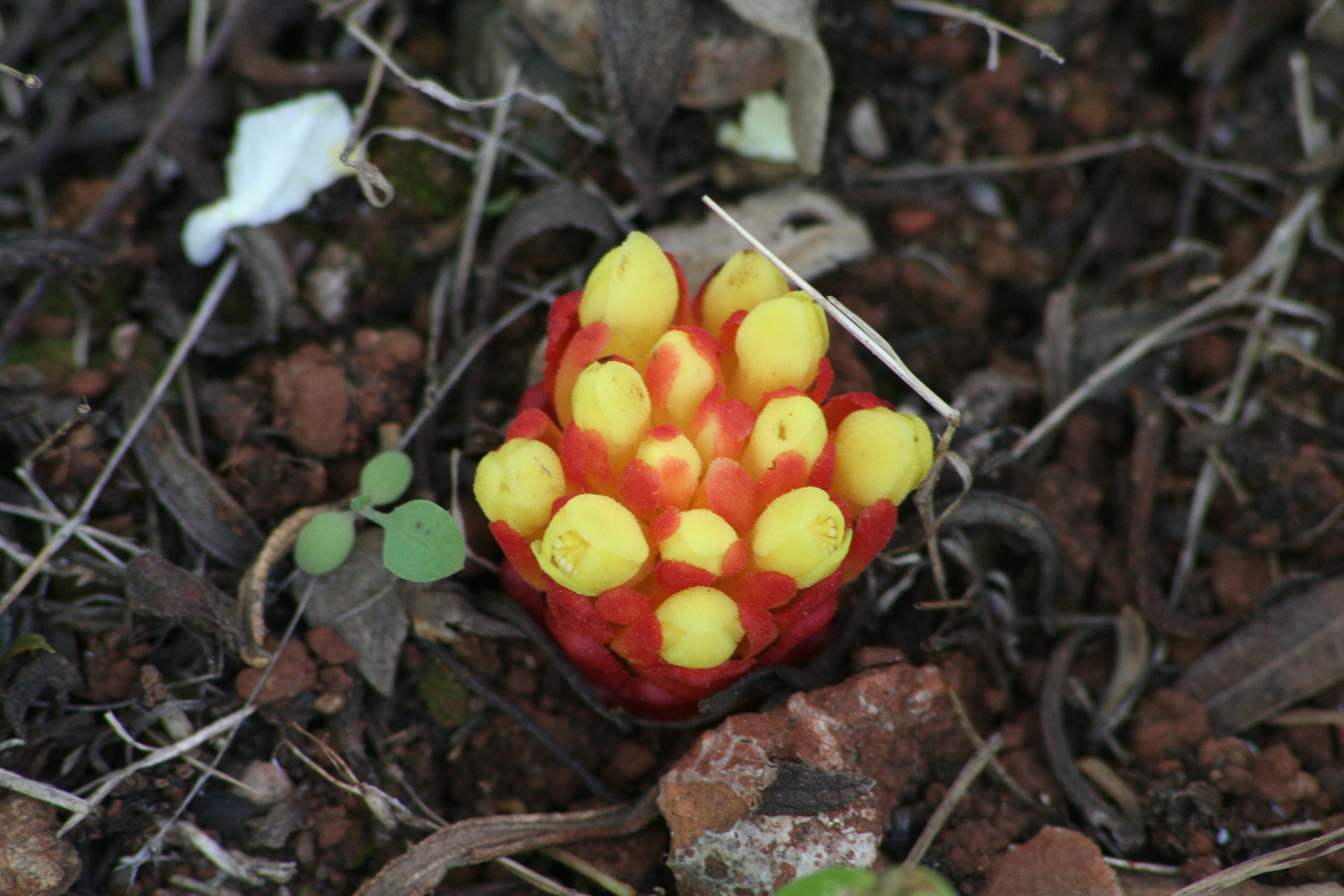
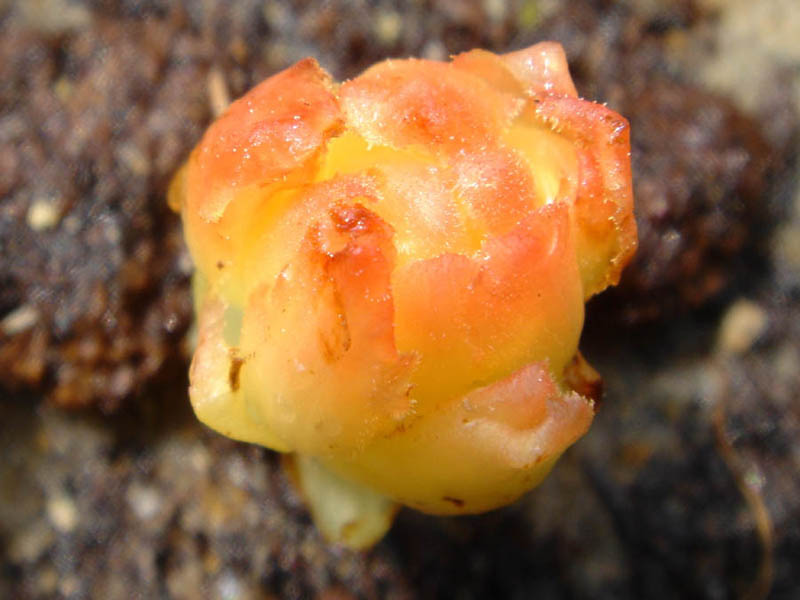
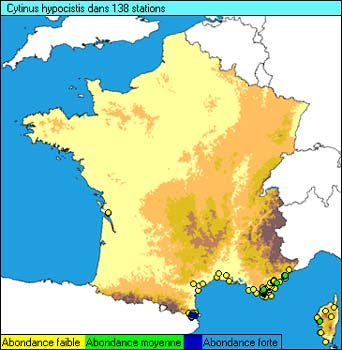
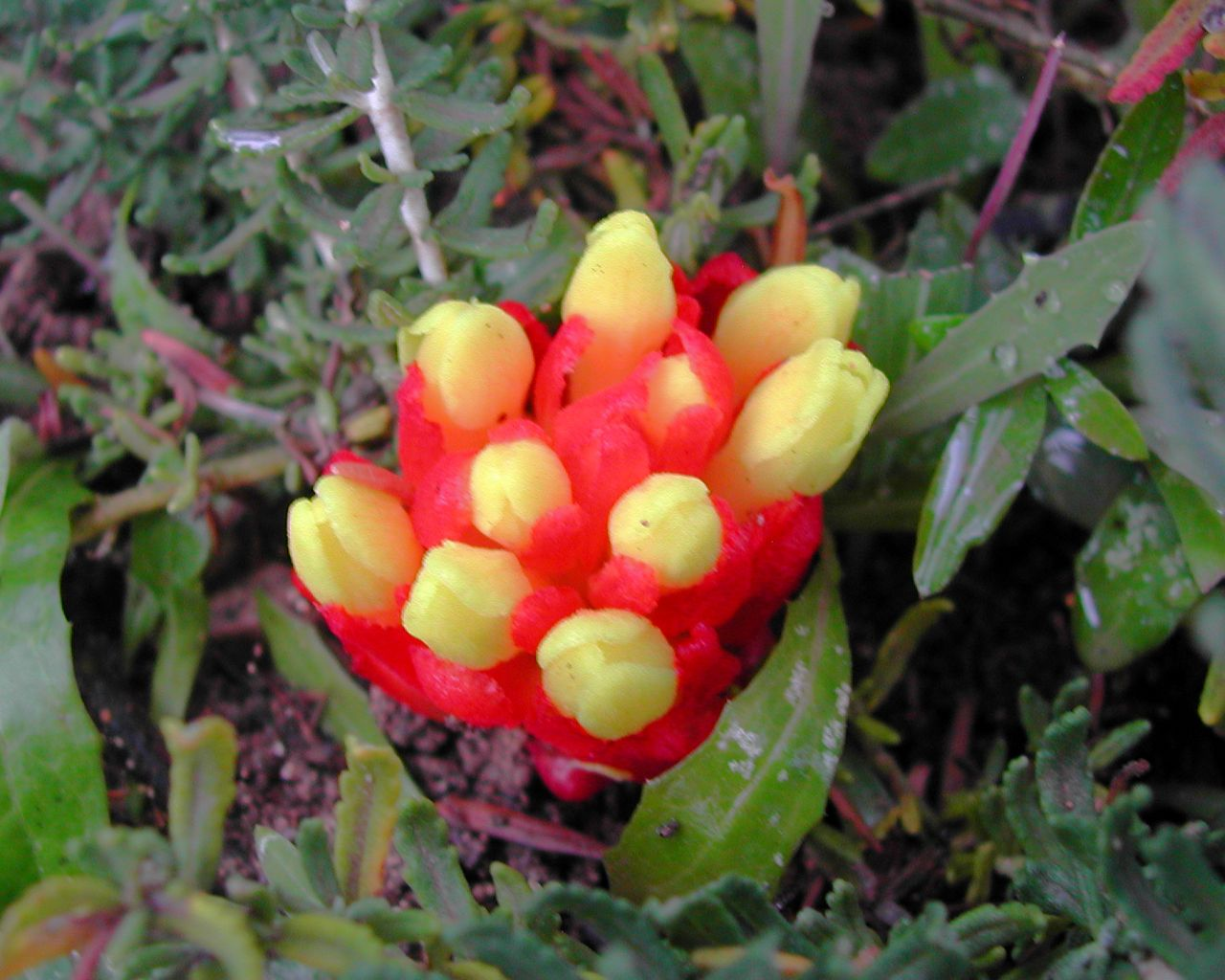